# José Tavares
José Fernando Campos Tavares (Vila Nova de Gaia, 23 aprile 1966) è un ex calciatore portoghese, di ruolo centrocampista.

## Palmarès
- Coppa del Portogallo: 3

Porto: 1991
Boavista: 1992, 1997
- Supercoppa di Portogallo: 3

Porto: 1990
Boavista: 1992, 1997